# Resolutie 2298 Veiligheidsraad Verenigde Naties
Resolutie 2298 van de Veiligheidsraad van de Verenigde Naties werd op 22 juli 2016 unaniem aangenomen door de VN-Veiligheidsraad, en stond de VN-lidstaten toe te helpen met de vernietiging van de voorraad chemische wapens waar Libië over beschikte.

## Standpunten
Het Verenigd Koninkrijk, dat de tekst van de resolutie had opgesteld, zei achteraf dat de resolutie de OPCW de juridische autoriteit gaf om Libiës chemische wapens te verwijderen en te laten vernietigen, waarmee meteen de kans werd verkleind dat deze in verkeerde handen zouden vallen.
Ook Egypte had voor gestemd, om te voorkomen dat niet-staten, waaronder terreurgroepen als IS, aan massavernietigingswapens zouden geraken. De vertegenwoordiger van Egypte kaartte wel aan dat er geen sprake was van de intentie om het Midden-Oosten vrij van massavernietigingswapens te maken. Al in 1974 hadden Iran en Egypte voorgesteld het Midden-Oosten kernwapenvrij te maken, wat dat jaar resolutie 3263 van de Algemene Vergadering had voortbracht. Ondanks brede internationale steun had onenigheid over de voorwaarden en te nemen stappen altijd in de weg gestaan. Ook over de bedreiging van IS in Libië en van een tijdsschema of mechanisme voor de verwijdering van chemicaliën uit Libië werd niet gesproken. Daarenboven was het onduidelijk waarom de resolutie onder hoofdstuk VII van het Handvest – waaronder actie werd ondernomen als de vrede werd bedreigd – was aangenomen, en hadden de leden van de Raad de tekst slechts drie dagen voordien gekregen, waardoor er geen tijd was geweest om aanpassingen voor te stellen. Men was niet tevreden met de uitleg die daarover was gegeven, en vond dat de gebruikelijke samenwerking en openheid er niet waren geweest.

## Inhoud
In 2004 was Libië toegetreden tot het Verdrag Chemische Wapens. Op 4 februari 2014 had het land samen met de Organisatie voor het Verbod op Chemische Wapens (OPCW), die toeziet op de uitvoering van het verdrag, laten weten dat alle chemische wapens van categorie 1 – wapens met chemicaliën die enkel als wapen bruikbaar waren – vernietigd waren.
Op 16 juli 2016 had de Libische regering van nationale eenheid de OPCW laten weten dat de resterende chemische wapens van categorie 2 – met chemicaliën die ook in de industrie gebruikt werden – in het land verplaatst waren naar een opslagplaats in het noorden, en de andere verdragsstaten om hulp gevraagd bij de opruiming ervan.
Op 20 juli had de OPCW besloten om hierop in te gaan. De Veiligheidsraad stond achter die beslissing, en spoorde de VN-lidstaten aan de nodige ondersteuning, personeel, technische expertise, informatie, materieel en financiële middelen te voorzien om de chemische wapens in kwestie zo snel mogelijk veilig op te ruimen. Ze kregen daarbij ook toestemming om de wapens op te halen, transporteren en vernietigen.
Ten slotte werden de lidstaten gewezen op de middels resolutie 1540 opgelegde verplichting om maatregelen te nemen om de proliferatie van nucleaire, chemische en biologische wapens te voorkomen.
Lijst ·  2260 ·  2261 ·  2262 ·  2263 ·  2264 ·  2265 ·  2266 ·  2267 ·  2268 ·  2269 ·  2270 ·  2271 ·  2272 ·  2273 ·  2274 ·  2275 ·  2276 ·  2277 ·  2278 ·  2279 ·  2280 ·  2281 ·  2282 ·  2283 ·  2284 ·  2285 ·  2286 ·  2287 ·  2288 ·  2289 ·  2290 ·  2291 ·  2292 ·  2293 ·  2294 ·  2295 ·  2296 ·  2297 ·  2298 ·  2299 ·  2300 ·  2301 ·  2302 ·  2303 ·  2304 ·  2305 ·  2306 ·  2307 ·  2308 ·  2309 ·  2310 ·  2311 ·  2312 ·  2313 ·  2314 ·  2315 ·  2316 ·  2317 ·  2318 ·  2319 ·  2320 ·  2321 ·  2322 ·  2323 ·  2324 ·  2325 ·  2326 ·  2327 ·  2328 ·  2329 ·  2330 ·  2331 ·  2332 ·  2333 ·  2334 ·  2335 ·  2336